# Trik je u zrcalima
Trik je u zrcalima (izdan 1952.) je roman s Miss Marple u glavnoj ulozi.

## Radnja
U ogromnom viktorijanskom zdanju u kojem živi Carrie Louise, stara prijateljica Jane Marple, u zraku se osjeća opasnost. Na nagovor zajedničke prijateljice gđica Marple odlazi na imanje koje je sada pretvoreno u rehabilitacijski centar za maloljetne delinkvente. Mjesto vrvi mladim prijestupnicima, a jedan od njih pokuša ubiti upravitelja Lewisa Serrocolda, trećeg supruga Carrie Louise. Na sreću – neuspješno!  To se, međutim, ne može reći za misterioznog posjetitelja koji u isto vrijeme biva ustrijeljen u drugom dijelu zamka. Ispostavi se da je riječ o Christianu Gulbrandsenu, posinku Carrie Louise. Gđica Marple mora upotrijebiti svu svoju lukavost kako bi riješila zagonetku njegova posjeta… i njegova ubojstva... 